# Кримський державний медичний університет імені С. І. Георгієвського

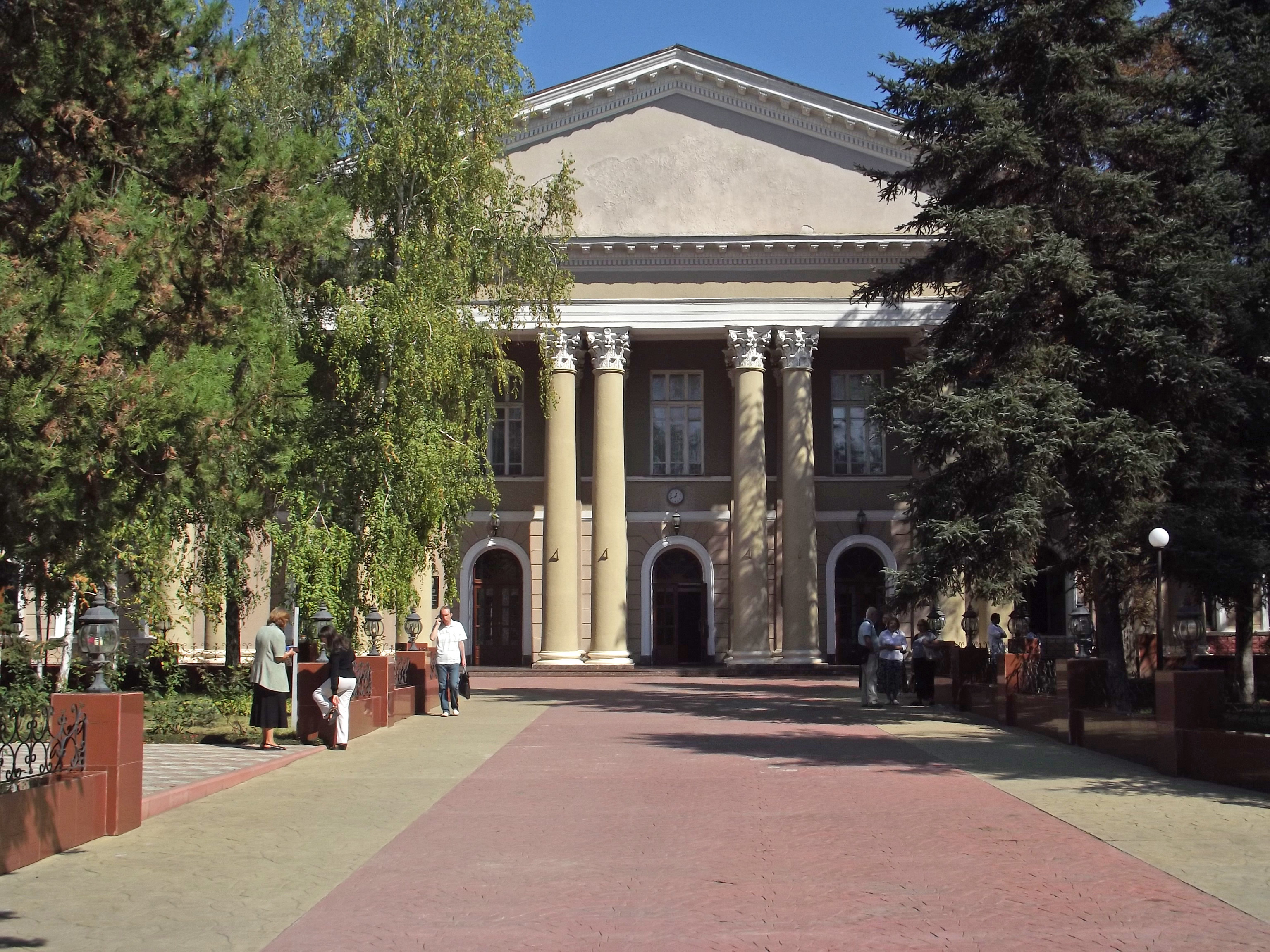
Головний корпус університету

Головний корпус університету

Кримський державний медичний університет ім. С. І. Георгієвського — вищий навчальний заклад у Сімферополі (Зараз на тимчасово окупованій території). Заснований 1931 року на базі медичного факультету Таврійського університету, що відкрився 1918 року. З анексією Криму Росією продовжує діяльність як філіал Кримського федерального університету імені В.І. Вернадського під владою російських окупантів.

## Історія

### Коріння
Медична освіта в Криму має давню історію. Ще в 1794 році імператриця Катерина II ухвалила рішення про відкриття в Сімферополі Медико-хірургічної академії. Але цьому проекту не судилося здійснитися. Проте передова громадськість Росії не залишала думки про створення в Криму вищого навчального закладу. І з кінця 19 століття на приватні збори та пожертвування в Криму виникає ряд науково-медичних закладів. Крим на той час став всеросійським курортом.
Після довгої перерви, у 1916 році, Таврійські органи місцевого самоврядування та Таврійське губернське земство приступили до заснування Таврійського університету, у складі якого передбачався і медичний факультет. Саме з відкриття медичного факультету 10 травня 1918 року і починається історія Таврійського університету — спочатку як філіалу Київського Імператорського Університету Святого Володимира, а з 14 жовтня 1918 року повністю самостійного навчального закладу. Першим його ректором і водночас деканом медичного факультету став професор медицини Роман Іванович Гельвіг. Для навчання на медичному, причому найпопулярнішому, факультеті було прийнято 109 чоловік. На медичному факультеті налічувалося 15 клінічних кафедр. Перші випускники медичного факультету отримали дипломи в 1922 році Усього за час існування факультету було випущено 523 лікарі.
При реорганізації в 1925 році університету в педагогічний інститут, медичний факультет було ліквідовано. Таким чином, вища медична освіта в Криму проіснувала 7 років.

### Початок
Розвиток Криму як здравниці, зростаюча потреба в лікарських кадрах вимагали підготовки фахівців-медиків. У 1930 році Народний комісаріат охорони здоров'я запропонував до 10-ї річниці Радянського Криму відкрити в Сімферополі медичний інститут. Організаційне бюро очолив заступник наркома охорони здоров'я Криму Борис Маркович Волошин, призначений потім директором інституту. Назвати навчальний заклад було запропоновано «Кримський медичний інститут імені Перекопської Перемоги», але в процесі організації назву змінили: «Кримський державний медичний інститут імені Фрунзе» — на честь командуючого Південним фронтом.
- З вересня 1930 року розпочали роботу підготовчі курси, і вже на початку 1931 року було проведено перший набір — 100 студентів. У серпні на перший курс було прийнято ще 90 студентів. Протягом наступних чотирьох років набори проводилися в січні та в серпні.
- Урочисте відкриття Кримського медінституту, що складався з одного лікувально-профілактичного факультету, відбулося 1 квітня 1931 року, коли було прочитано перші три лекції — з хімії, фізики, анатомії. Початок було покладено. Ця дата і вважається днем народження Кримського державного медичного інституту.
- 25 вересня 1931 року навчальному закладу надається ім'я Йосипа Сталіна. Його ім'ям інститут називався до квітня 1956 року.
- З лютого 1932 року директором вишу призначається Валеріан Олексійович Таргулов. Успіхи в розвитку матеріально-технічної бази, організації наукових досліджень, формуванні професорсько-викладацького складу багато в чому пов'язані з його діяльністю. У ті роки студенти вишу водночас вчилися та будували. Студентськими робітничими загонами було побудовано гуртожиток, спортзал, церкву перебудовано під клуб, за проектом талановитого кримського архітектора Б. І. Білозерського споруджено чудовий новий будинок (зараз це Другий корпус у якому розміщено 2-й медичний факультет) — найкрасивіший у Сімферополі, як зазначала тоді газета «Червоний Крим». Спочатку саме тут, на першому поверсі, розміщувався кабінет ректора. У цьому будинку жили сім'ї багатьох викладачів інституту.
- 17 лютого 1936 року відбувся перший випуск. 97 студентів отримали диплом лікаря (18 — з відзнакою, серед них і Матвій Іванович Сальков). А в липні дипломи отримали ще 94 випускники. Більшість із них було направлено працювати в міста та райони Криму.
- У 1938 році директором вишу призначається Матвій Іванович Сальков. Тоді ж починається створення нового факультету — педіатричного. 1 вересня 1938 року на факультеті розпочали заняття 100 студентів.
- У 1939 році лікувально-профілактичний факультет перейменували у лікувальний.
- До 1940 року студентський контингент інституту становив уже близько 1,5 тисяч чоловік; на 32 кафедрах працювало 23 професори, 16 доцентів, більше 100 асистентів і викладачів.

### Війна та Відродження
22 червня 1941 року почалася війна, але перевідні та державні іспити в медінституті все ж таки відбулися. Майже всі випускники — 240 лікарів — були призвані до Червоної Армії. Разом із ними на фронт добровольцями пішли директор інституту Матвій Іванович Сальков і багато викладачів. У цей час директором медінституту стає професор Сергій Романович Татевосов, який керував вишом усі важкі роки війни.

У середині вересня 1941 року, коли фашисткі війська наблизилися до Криму, інститут став готуватися до евакуації. 26 вересня майже всі викладачі та більше 500 студентів старших курсів уже розселялися в місті Армавірі Краснодарського краю, а через три дні приступили до занять. Проте ворог підступив і до Армавіру, і знову довелося евакуюватися. Поневіряння тривали майже рік: Джамбул, знов Армавір, Орджонікідзе, Баку, Красноводськ, Кзил-Орда. Тут, у маленькому казахському місті, відбулося два випуски лікарів. Усього з червня 1941 року до липня 1944 року інститут підготував 850 лікарів.
У роки війни сотні студентів і випускників вишу, понад 40 викладачів брали участь у бойових діях у діючій армії та на флоті, а також у партизанському русі. Не всім судилося повернутися з полів війни: загинуло понад 120 випускників і співробітників медичного інституту. На згадку про їх ратний подвиг і до 30-річчя звільнення Сімферополя від фашистських загарбників на території інституту в 1974 році встановлено пам'ятник — велична фігура військового хірурга.

Весною 1944 року Крим було звільнено, і, закінчивши в Кзил-Орді навчальний рік, інститут повернувся до Сімферополя. За роки окупації основний навчальний корпус, клуб, спортзал, гуртожиток було повністю зруйновано. Треба було все піднімати з руїн, повертати до життя рідний інститут. Ціною неймовірних зусиль колективу вишу в короткий строк було зроблено все, щоб навчальний рік розпочався вчасно.

У 1946 році директором медінституту призначається Володимир Іванович Ларин. Його великою заслугою було відновлення матеріальної бази інституту, організація навчальної та наукової роботи в післявоєнні роки.

### Становлення
У 1951 р. директором інституту, а згодом ректором, призначається доцент Сергій Іванович Георгієвський. З його приходом почався новий етап у розвитку вишу. Становлення було важким. Треба було зміцнити матеріальну та навчальну бази інституту, створити умови для розвитку медичної науки, облаштувати студентське життя.

У п'ятидесяті роки широко розвернулися будівельні роботи, у яких знову брали активну участь студенти. Головний корпус поступово змінювався: піднісся коринфський портик, що прикрасив вхід до будинку, з'явилося ліве крило, прибудовано частину будинку, де зараз розміщено теоретичні кафедри, прийняла студентів кругла лекційна аудиторія. Тоді ж було побудовано Будинок культури, стадіон, частину Другого корпусу.

Найсерйозніша та пильніша увага приділялася кадровому питанню: постійно поповнювався і якісно поліпшувався професорсько-викладацький склад. У 1956 році в інституті працювало 27 докторів і 116 кандидатів наук.

У виші поступово розширювалася тематика наукових робіт, росли клінічна та науково-дослідні бази. Створювалися умови для формування та розвитку наукових шкіл. Росла і студентська сім'я: у 1956 році в інституті навчалося вже близько двох тисяч студентів. Активну роботу розвернуло студентське наукове товариство — і в 1958 році побачив світ 1-й том наукових робіт студентів. Стали постійно проводитися студентські наукові конференції.

У 1960-і роки продовжує зростати потенціал вишу: створюються нові кафедри, ростуть власні наукові кадри, і вже випускники минулих років очолюють кафедри рідного інституту, стають вченими, видатними клініцистами.
З 1961 року інститут починає підготовку лікарських кадрів для країн Азії, Африки, Латинської Америки. З 1967 року випуски лікарів-іноземців стали регулярними. Це було досить далекоглядне рішення, сміливе для того часу.

### Визнання
У 1970 році ректором вишу призначається професор Володимир Ілліч Зяблов. Новий ректор продовжує розвивати традиції: нарощується кадровий потенціал, збільшується набір студентів, у тому числі і з країн, що розвиваються. У цьому ж році інститут стає вишем першої категорії, що говорить про визнання його заслуг у педагогічній і науковій діяльності.

У 1978 році відкривається новий факультет — стоматологічний, на який було прийнято 100 студентів. Тоді ж відкрилося підготовче відділення.

З січня 1979 року розпочав роботу факультет удосконалення лікарів, пізніше перейменований на факультет післядипломної освіти. навчається 3,5 тисячі студентів, серед них 250 іноземців із 46 країн. На 53 кафедрах вишу працює вже 65 докторів і 252 кандидати наук.

Зміни в структурі вишу — свідоцтво зростання його авторитету, успіхів у навчально-педагогічній і науковій діяльності. Продовжує рости число кафедр — у кінці 1980-х роках їх уже 58. Ростуть і розвиваються наукові школи — біохімічна, мікробіологічна, морфологічна, фармакологічна, ембріологічна, педіатрична, терапевтична, хірургічна.

За заслуги в підготовці кваліфікованих фахівців для народної охорони здоров'я та розвиток медичної науки Кримський медичний інститут у рік 50-річчя був відзначений високою урядовою нагородою — орденом Трудового Червоного Прапора.

1980-і роки характеризуються збільшенням матеріальної бази інституту: побудовано спортивний комплекс, навчальний корпус 2-а, лекційний блок, гуртожитки, житловий будинок і пансіонат для співробітників, розпочав свою діяльність реабілітаційно-відновний центр, облаштовано легкоатлетичний манеж.

Кримський медичний інститут входив до складу десяти провідних медичних вишів СРСР і по праву визнавався одним із найкращих.
У лютому 1989 року уперше в історії інституту відбулися вибори нового ректора на альтернативній основі. Новим ректором Кримського медичного інституту було обрано професора Ігора Володимировича Богадельникова.

Новий ректор у важких умовах розпаду СРСР і становлення незалежної України, що супроводжувалось складною економічною ситуацією та переходом до ринкових відносин, реорганізує діяльність інституту. Головне завдання — вижити, зберегти основний штат викладачів, зміцнити матеріально-технічну базу, не знизити рівень підготовки фахівців, підтримати наукові роботи вишу.

### За часів України
У 1991 році в інституті навчалося більше ніж 3 тисячі студентів, із них майже 600 іноземців із 54 країн. Їх навчало 540 викладачів, у тому числі 83 доктори та близько 350 кандидатів наук.

З 1992 року виш починає навчання на контрактній основі іноземних громадян, а з 1994 року — громадян України та країн СНД. Кошти, що були отримані від комерційної діяльності, дозволили інституту вести ремонтні та будівельні роботи, придбати сучасну техніку й апаратуру, наукову та навчальну літературу. Саме в цей час починається комп'ютеризація навчального процесу. У 1995 році у виші було створено локальну мережу та перший комп'ютерний клас, а в 1996 році їх було вже 12.

Продовжують розвиватися наукові дослідження. У середині 1990-х років у виші функціонує 10 наукових профільних лабораторій, де працює близько 60 висококваліфікованих фахівців. Учені інституту контактують зі значними медичними та науковими центрами світу.

Досягнення колективу вишу в науково-дослідній роботі та в підготовці медичних кадрів для зарубіжних країн було гідно оцінено: у липні 1995 року Кримський Державний Медичний Інститут був акредитований за IV (вищим) рівнем із наданням автономії.

8 грудня 1995 року Постановою Кабінету Міністрів України інституту було присвоєно ім'я С. І. Георгієвського, який зробив великий особистий внесок у відновлення та розвиток вишу, у зростання його авторитету в країні та за кордоном.
У вересні 1996 року інститут очолив професор Анатолій Андрійович Бабанін. Запропонована ним концепція розвитку стабілізувала економічний стан вишу, дозволила упровадити сучасні технології в систему навчання та наукові розробки.

Успішний розвиток усіх сторін діяльності вишу отримав високу оцінку уряду, і 26 січня 1998 року. Постановою Кабінету Міністрів України КДМІ перетворений в університет.

Новий статус вишу спричинив подальші перетворення навчальної та матеріальної бази, що сприяло підвищенню якості освіти й ефективності наукових досліджень.

Наприкінці 1990-х років зростають об'єми ремонтно-будівельних робіт: капітально відремонтовано основні корпуси та приміщення кафедр, спорткомплекс, гуртожитки, Будинок культури. На цей час уведена в дію багатопрофільна власна клініка. Поліпшується комп'ютерне оснащення: понад 800 комп'ютерів, 26 комп'ютерних класів, оснащені навчальними та науковими матеріалами електронні читальні зали. Світловими мікроскопами забезпечено всіх студентів на заняттях теоретичних кафедр, крім того, у їх розпорядженні два електронні мікроскопи. Навчальні фільми, муляжі, фантоми, діагностичне устаткування на клінічних кафедрах — зроблено все, щоб навчальний процес відповідав вимогам сучасності.
Університетом створено модель безперервної медичної освіти, що включає довишівську підготовку — підготовче відділення, підготовчі курси та медичний коледж, 4 факультети з підготовки лікарів-фахівців і факультет післядипломної освіти. З 57 кафедр вишу — 4 опорних і 16 випускаючих. Молодші фахівці та бакалаври готуються зі спеціальностей «Сестринська справа», «Ортопедична стоматологія», «Фармація», лікарі — зі спеціальностей «Лікувальна справа», «Педіатрія», «Клінічна фармація», «Стоматологія». Випускники продовжують своє навчання в інтернатурі на факультеті післядипломної освіти за однією обраною спеціальністю з 22 запропонованих. Освіта може бути продовжена в клінічній ординатурі, магістратурі, аспірантурі. Надалі фахівець може підвищити кваліфікацію за однією з 48 спеціальностей на факультеті післядипломної освіти.
У КДМУ розроблено комплексний підхід до організаційного та науково-методичного забезпечення навчального процесу. За роки проведення державних комплексних ліцензійних іспитів «Крок-М», «Крок-1», «Крок-2», «Крок-3», а також здобув звання лауреата «Софія Київська — 2004». Професорсько-викладацький корпус нараховував близько 672 чоловік, серед яких 88 докторів наук, професорів, 366 кандидатів наук, доцентів. 40 професорів вишу є академіками та член-кореспондентами вітчизняних і зарубіжних академій наук, 14 — лауреатами державних премій, 60 викладачів мають почесні звання. Навчалося близько 3,5 тисяч студентів, із них близько 756 іноземних громадян з 45 країн світу.
З 1999 року виш розвиває нову форму навчання — викладання англійською мовою. Міжнародний медичний факультет вишу сертифіковано IES (Міжнародною організацією з питань освіти) за вищим рейтинговим рівнем АА як «Найкращий виш, відомий і визнаний у всьому світі».

### Російська окупація
Після окупації Криму Російською Федерацією університет було реорганізовано окупантами у структурний підрозділ федерального державного автономного освітнього закладу «Кримський федеральний університет імені В.І. Вернадського». Відповідне розпорядження Уряду РФ має № 1465-р от 04.08.2014 р., а відповідна ліцензія окупаційною владою має № 1260 від 6 лютого 2015. Приєднання університету до КФУ викликало протести студентів, які, втім були успішно проігноровані окупантською владою. При цьому близько 400 іноземних студентів медуніверситету ім. С. І. Георгієвського були змушені перервати своє навчання.
2017 року про плани відродження навчального закладу заявила Херсонська ОДА, проте станом на осінь 2017 ці плани не були здійснені.

## Кампуси та корпуси

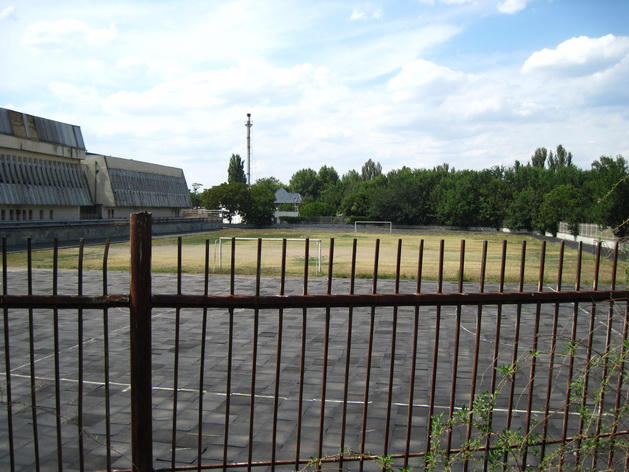
Спортивний комплекс і стадіон університету

16 власних навчальних корпусів, у тому числі спортивний комплекс із 3-х корпусів (з 9 залами, басейном, кортом, манежем), 4 корпуси гуртожитків

## Інститути та факультети
4 факультети додипломної освіти: 1 медичний, 2 медичний, міжнародний медичний, стоматологічний; факультет післядипломної освіти

## Ректори
- Волошін Борис Маркович — директор КДМІ в 1930–1931 рр.
- Таргулов Валеріан Олексійович — директор КДМІ в 1932–1938 рр.
- Сальков Матвій Іванович — директор КДМІ в 1938–1941 рр.
- Татевосов Сергій Романович — директор КДМІ в 1941–1946 рр.
- Ларин Володимир Іванович — директор КДМІ в 1946–1951 рр.
- Георгієвський Сергій Іванович  — ректор КДМІ в 1951–1970 рр.
- Зяблов Володимир Ілліч — ректор КДМІ в 1970 –1989 рр.
- Богадельников Ігор Володимирович — ректор КДМІ в1989-1996 рр.
- Бабанін Анатолій Андрійович  — ректор КДМУ з 1996-2015 рр.

часи російської окупації
- Іванова Нанулі Вікторівна - з 2015 р.

## Почесні доктори та випускники
Бабанін А. А. — член-кореспондент НАМН України, доктор медичних наук, професор, нагороджений орденом Президента України «За заслуги» ІІІ ступеня, Золотою медаллю Альберта Швейцера. Ним сформована оригінальна наукова школа з клінічної й експериментальної морфології. Вперше в Україні запропонував оригінальні методичні підходи до судово-медичної оцінки вісцеральної патології при алкогольній і алкогольно-наркотичній інтоксикації з використанням комплексу нових патоморфологічних методів.
Бліскунов О. І. — доктор медичних наук, професор, відомий хірург-ортопед, уперше у світовій практиці створив повністю імплантовані керовані конструкції, які дозволяють проводити подовження довгих кісток. Розробив новий напрям у корекції довжини кінцівок. Нагороджений великою Золотою медаллю інтелектуальної власності ООН, Знаком відзнаки Президента України.
Єфетов К. О. — доктор біологічних наук, професор. За наукові досягнення в області біології та медицини нагороджений чотирма золотими медалями у Великій Британії та США. На честь К. О. Єфетова вченими з Австрії, Франції, України та Росії названі 4 біологічних види і підрід живих організмів. Головні напрямки наукових інтересів: молекулярна імунологія, еволюційна біологія, біосистематика; описав 7 нових родів і 11 підродів живих організмів, відкрив 28 нових біологічних видів.
Загорулько О. К.- доктор медичних наук, професор, є засновником школи «Сурфактантна система легенів людини та впровадження в практику охорони здоров'я України вітчизняних препаратів сурфактанта», нагороджений срібною медаллю та дипломом Кембриджського Міжнародного біографічного центру як видатний вчений XXI століття.
Кубишкін В. Ф. — доктор медичних наук, професор, лауреат міжнародного рейтингу «Золота фортуна»; нагороджений медаллю ім. Стражеско, досягнення у галузі розробки критеріїв діагностики та методів лікування хворих із захворюваннями серцево-судинної системи і взаємозалежною кардіореспіраторною патологією, критеріїв кардіогемодинамічних зрушень.

## Відомі викладачі
- Шамко (Камардіна) К.  М. - історик.

## Нагороди та репутація
За високі досягнення в області науки перед Радянською державою та суспільством інститут був нагороджений Орденом Трудового Червоного Прапора ще у 1981 році.
Про високе державне визнання свідчать нагороди, отримані КДМУ на щорічних міжнародних виставках «Сучасна освіта в Україні»:
- срібна медаль в номінації «Інноваційні технології у навчанні», диплом «За значний вклад у розвиток національної системи освіти» — 2002 рік;
- диплом «За значний внесок у модернізацію національної системи освіти» — 2003 рік;
- бронзова медаль у номінації «Розробка та впровадження системи дистанційного навчання», диплом «За значний вклад у модернізацію національної системи освіти» — 2004 рік;
- диплом лауреата у рейтингу вищих навчальних закладів України «Софія Київська — 2004» за розвиток міжнародних зв'язків та підготовку висококваліфікованих кадрів;
- срібна медаль у номінації «Інновації моніторингу якості освіти», диплом «За значний внесок в інноваційний розвиток національної системи освіти», почесне звання «Лідер сучасної освіти» за багаторічну інноваційну педагогічну діяльність по модернізації освіти в Україні, диплом «За розвиток матеріально-технічної бази ВНЗ».

## Меморіальні дошки
На головному фасаді університету встановлені меморіальні дошки Олександру Блискунову, Герману Троїцькому, Сергію Георгієвському, Кирилу П'яткіну і Олександру Шахназарову

## Джерело
- Офіційний сайт